# Fichário do Equipamento da Casa Brasileira
O Fichário do Equipamento da Casa Brasileira, também conhecido como Fichário Ernani Silva Bruno, é um conjunto de vinte e oito mil fichas com informações de equipamentos, uso e costumes da casa brasileira, criadas por Ernani Silva Bruno, primeiro diretor do Museu da Casa Brasileira, com o objetivo de expor as informações e auxiliar pesquisadores nos estudos referentes aos costumes nos domicílios brasileiros.

## O fichário original
Ernani Silva Bruno e sua equipe de pesquisadores criaram vinte e oito mil fichas de registros agrupados em vinte e quatro temas. Cada ficha continha um texto com informações referente ao equipamento, a época do equipamento e a fonte de referência.

## O fichário em livro
O Museu da Casa Brasileira publicou, no ano de 2000, uma coleção com cinco livros, dando uma melhor acessibilidade das informações do fichário ao público.
- Volume 1: Alimentação
- Volume 2: Construção
- Volume 3: Costumes
- Volume 4: Objetos
- Volume 5: Equipamentos

## O fichário em sistema digital
O Museu Casas Brasileiras disponibiliza, no site da instituição, o acesso ao fichário em formato digital, através de ferramentas de busca. O usuário tem a possibilidade de pesquisar através do assunto, século ou localidade ou uma palavra chave.
No formato digital, o fichário está estruturado com vinte e oito mil registros, em vinte e quatro temas, voltando a estrutura original que Ernani Silva Bruno havia criado: abastecimento de água, acessórios de móveis, alimentação, anexos da casa, apetrechos de trabalho, armas, aspectos gerais da habitação, brinquedos, comércio, construção: materiais e técnicas, costumes domésticos, decoração, equipamentos de transporte, higiene, iluminação, indústria caseira, instrumentos de castigo, instrumentos musicais, móveis, objetos de uso caseiro, objetos de uso pessoal, rouparia, utensílios, vestes e joias.

## Ligação Externa
- Site oficial do Museu da Casa Brasileira